# Вила-Нова-де-Оливейринья
Вила-Нова-де-Оливейринья (порт. Vila Nova de Oliveirinha)  —  населённый пункт и район в Португалии,  входит в округ Коимбра. Является составной частью муниципалитета  Табуа. Находится в составе крупной городской агломерации Большая Коимбра. По старому административному делению входил в провинцию Бейра-Алта. Входит в экономико-статистический  субрегион Пиньял-Интериор-Норте, который входит в Центральный регион. Население составляет 338 человек на 2001 год. Занимает площадь 4,40 км².